# 中帕科利特 (南卡罗来纳州)
中帕科利特（英語：Central Pacolet），是美国南卡罗来纳州下轄的一座城市。城市类型是“市鎮”。其面积大约为0.25平方英里（0.647平方公里）。根据2010年美国人口普查，该市有人口216人，人口密度约为每平方 英里864人（约合每平方公里333.8人）。